# Lamaika distincta
Lamaika distincta is een spinnensoort uit de familie Phyxelididae. De soort komt voor in Zuid-Afrika.